# 第4航空旅団 (フランス軍)
第4航空旅団（だいよんこうくうりょだん、フランス語：4e brigade aéromobile：4e BAM）は、フランス陸軍の旅団のひとつ。ALAT隷下の航空旅団で司令部をムルト＝エ＝モゼル県のEssey-lès-Nancyに置く。
旅団は約4,400名の隊員と202機のヘリコプターで構成される。地上部隊に対し、対地火力、戦場情報、航空輸送等の提供が主たる任務である。
新たに軍縮計画が持ち上がり、陸軍航空部隊を再編成するため2010年を目処に旅団は廃止される予定がもちあがり、予定どおり2010年6月3日に解隊される。

## 沿革
- 1999年7月1日：第4航空旅団として新編される
- 2007年6月30日：オワーズ県Margny-lès-Compiègneに駐屯する第6戦闘ヘリコプター連隊が廃止される
- 2010年6月3日：解隊される。

## 編制
- Essey-lès-Nancy駐屯地（ムルト＝エ＝モゼル県）
  - 旅団司令部及び同付中隊
  - 第4指揮通信中隊
- ファルスブール駐屯地（モゼル県）
  - 第1戦闘ヘリコプター連隊
- Étain (Meuse)駐屯地（ムーズ県）
  - 第3戦闘ヘリコプター連隊
- ポー駐屯地（ピレネー＝アトランティック県）
  - 第5戦闘ヘリコプター連隊